# Cluster (física)

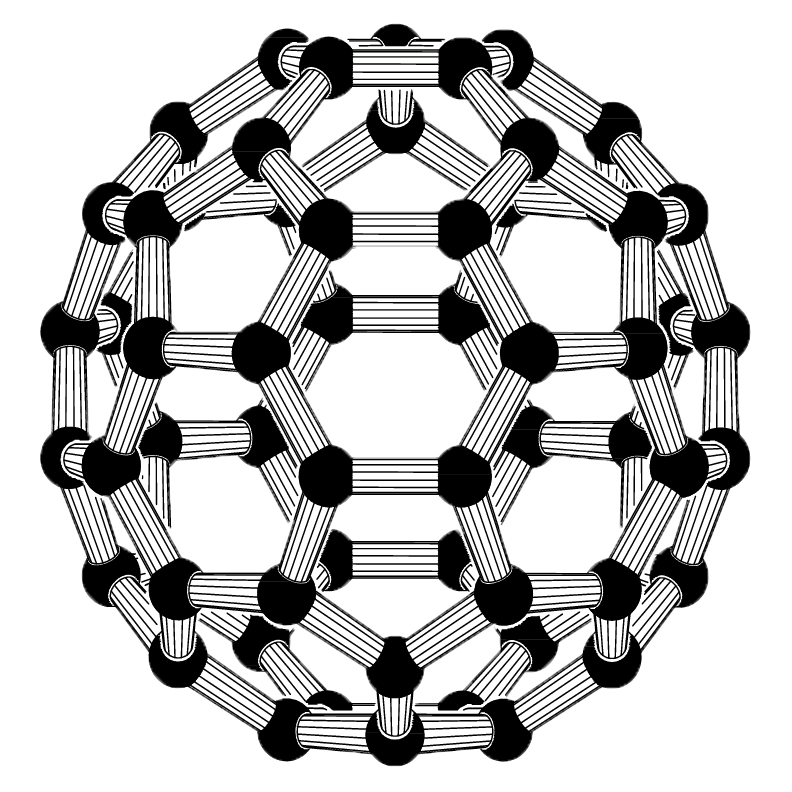
Ilustración de un buckminsterfullereno que es un clúster de átomos

Un clúster, en física y química, hace referencia a las agrupaciones pequeñas de átomos. Como regla general, cualquier partícula de entre 3 y 3x107 átomos se considera un clúster. 
El término también puede referirse a la organización de protones y neutrones dentro de un núcleo atómico, por ejemplo, la partícula alfa (también conocida como "α-cluster"), formada por dos protones y dos neutrones (como en un núcleo de helio). 

## Visión general
Aunque los primeros informes sobre especies de clúster se remontan a la década de 1940, la ciencia de los clúster surgió como una línea de investigación independiente en los años 80. Uno de los objetivos de la investigación era estudiar el desarrollo gradual de fenómenos colectivos que caracterizan a un sólido a granel. Por ejemplo, el color de un cuerpo, su conductividad eléctrica, su capacidad para absorber o reflejar la luz y fenómenos magnéticos como el ferro, ferri o antiferromagnetismo. Se trata de fenómenos colectivos típicos que sólo se desarrollan en un agregado de un gran número de átomos.
Se descubrió que los fenómenos colectivos se descomponen cuando el tamaño de las agrupaciones es muy pequeño. Resultó, por ejemplo, que los grupos pequeños de un material ferromagnético son superparamagnéticos en lugar de ferromagnéticos. El paramagnetismo no es un fenómeno colectivo, lo que significa que el ferromagnetismo del macroestado no se conservaba al pasar al nanoestado. Entonces se planteó, por ejemplo, la pregunta: "¿Cuántos átomos necesitamos para obtener las propiedades metálicas o magnéticas colectivas de un sólido?". Poco después de que se desarrollaran las primeras fuentes de clústeres en 1980, una comunidad cada vez más amplia de científicos de clústeres se dedicó a estos estudios.
Este desarrollo condujo al descubrimiento de los fullerenos en 1986 y de los nanotubos de carbono unos años más tarde.
En la ciencia, se sabe mucho sobre las propiedades de la fase gaseosa; sin embargo, se sabe comparativamente poco sobre las fases condensadas (la fase líquida y la fase sólida.) El estudio de los clusters intenta colmar esta laguna de conocimiento agrupando átomos y estudiando sus características. Si se agruparan suficientes átomos, se obtendría un líquido o un sólido.
El estudio de las agrupaciones atómicas y moleculares también beneficia al campo en desarrollo de la nanotecnología. Para fabricar nuevos materiales a partir de partículas a nanoescala, como nanocatalizadores y ordenadores cuánticos, primero hay que conocer las propiedades de las partículas a nanoescala (los clusters).